# Наука в США
Наука в США является одной из ключевых отраслей страны. На сегодняшний день США, лидерство которых в науке оспаривается Китаем, имеют абсолютное преимущество в количестве Нобелевских лауреатов. По состоянию на 2012 год, гражданам США было присвоено 331 Нобелевских премий. А также 15 ученых-математиков из США, были удостоены награды под названием Филдсовская премия. Самая престижная награда для математиков, присуждающаяся только раз в четыре года.
США стабильно удерживают лидерство по инвестициям в НИОКР. Доля США в мировых расходах на НИОКР, исчисляемых по ППС, снизилась с 69 % в 1960 г. до округлённого 31 % (720,9 млрд. $) в 2020 г..
США заняли второе место в рейтинге Nature Index и сохранили третье место в рейтинге Глобального инновационного индекса за 2024 г. В стране находятся 20 из 100 ведущих научно-технологических кластеров мира, три из которых вошли в первую десятку рейтинга: Сан-Хосе — Сан-Франциско (6 место), Бостон — Кембридж (8 место) и Сан-Диего (10 место). Лучшими вузами США являются: Массачусетский технологический институт (1 позиция в QS World University Rankings 2025) и Гарвардский университет (2 позиция в Nature Index 2024 и CWTS Leiden Ranking 2024).

## XVIII—XIX века

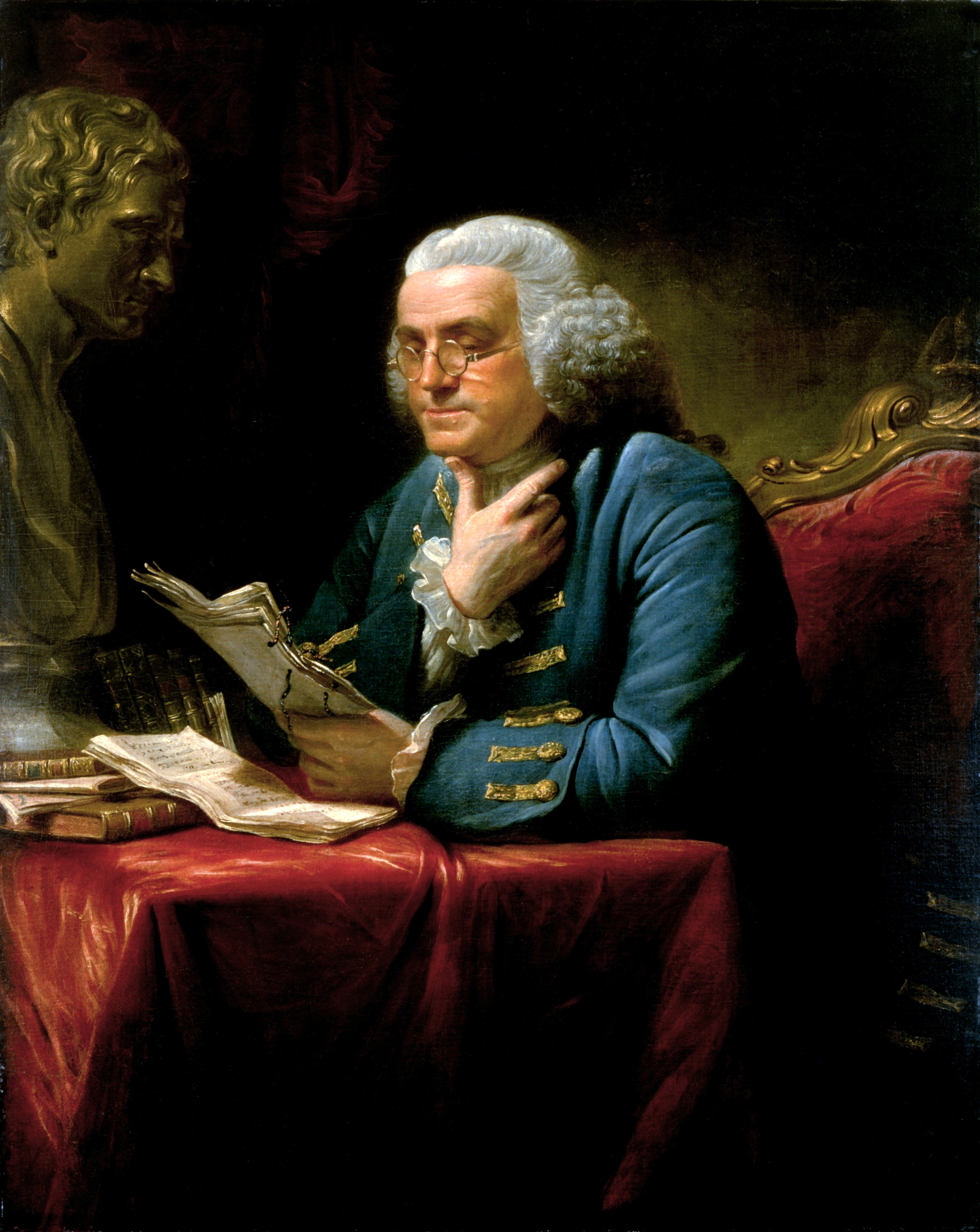
Портрет Франклина от 1767 года

В первые десятилетия своего существования США были в значительной степени изолированы от Старого света. Это отражалось и на состоянии науки в стране в целом. По сравнению с развитой системой европейских университетов и научных школ, североамериканская наука была на значительно более низком уровне. Тем не менее, наука в США получила развитие уже в первые годы существования страны. Так, два отца-основателя были учёными. Бенджамин Франклин провёл серию экспериментов по изучению электрических явлений: среди его достижений было доказательство того, что молнии являются формой передачи электрического тока. Франклин также разработал бифокальные очки. Томас Джефферсон, агроном по образованию, привнёс в Новый свет различные сорта риса, маслиновых и трав. Джефферсон провёл анализ данных, полученных в результате экспедиции Льюиса и Кларка. В том числе он систематизировал виды флоры и фауны тихоокеанского северо-запада.
В конце XVIII века множество учёных было втянуто в борьбу за независимость США. Среди этих учёных был астроном Дэвид Риттенхаус, исследователь в области медицины Бенджамин Раш и естествовед Чарльз Уилсон Пил. Во время революции Риттенхаус участвовал в разработке защитных сооружений Филадельфии, а также конструировал телескопы и навигационное оборудование для североамериканских военных. После войны Риттенхаус разрабатывал дорожные и оросительные системы в штате Пенсильвания. Позже он вернулся к астрономическим наблюдениям и добился значительных успехов в этой области. Во время революции Бенджамин Раш, будучи военным хирургом, активно ратовал за поддержание гигиены среди солдат, чем спас множество жизней. В Филадельфии он основал образцовый по тем временам госпиталь Пенсильвании. После окончания войны Раш основал первую бесплатную клинику в стране. Чарльз Уилсон Пил основал в Филадельфии Музей Пила, первый музей в США. Пил провёл раскопку костей мастодонта близ Уэст-Пойнта в штате Нью-Йорк. На сборку костей он потратил три месяца, после чего выставил собранный скелет в своём музее.

## Иммиграция учёных
Одним из первых учёных-иммигрантов стал британский химик Джозеф Пристли, вынужденный в 1794 году уехать из страны из-за своих оппозиционных политических взглядов. В 1872 году в США из Шотландии иммигрировал Александер Белл, разработчик первого телефона. В 1884 году в США иммигрировал Никола Тесла, разработавший там бесщёточную электрическую машину. Чарльз Штейнмец, эмигрировавший из Германии в 1889 году, внёс существенный вклад в области электротехники. Владимир Зворыкин, эмигрировавший в 1919 году из России, разработал первый кинескоп.
В начале XX века научный центр мира сосредоточивался в Европе, в основном в Англии и Германии. Однако с ростом влияния профашистских настроений, большое число учёных, в основном еврейского происхождения, покидали континент и перебирались в США. Одним из первых стал в 1933 году Альберт Эйнштейн. Впоследствии при его поддержке в США перебралось множество немецких физиков-теоретиков. В 1938 году из Италии эмигрировал Энрико Ферми, внёсший значительный вклад в исследование цепной ядерной реакции.
К окончанию войны и в первые послевоенные годы США занимали лидирующее положение на мировой научной арене. Этому в значительной степени поспособствовало то, что индустриальная инфраструктура страны не была затронута военными действиями. Другим фактором стало широчайшее использование научных достижений в войне и ключевое их значение в период Холодной войны. Это привело к значительной поддержке как фундаментальных, так и прикладных исследований со стороны правительства США. К середине 1950-х годов поддержка достигла максимального уровня. Хорошим показателем является изменение количества лауреатов Нобелевской премии в области физики и химии. Так, в период до 1950 года североамериканские учёные составляли незначительное меньшинство среди лауреатов, однако соотношение значительно изменилось после 1950 года: более половины премий было получено учёными из США.

## Прикладная наука
Несмотря на значительное изначальное отставание в области теоретической науки, в США в XIX веке активно проводились прикладные исследования. Это было вызвано отдалённостью США от мировых научных лидеров, находящихся в Европе, и естественной потребностью американского общества в развитии собственной науки и промышленности. Среди выдающихся изобретателей того времени можно выделить Роберта Фултона, сконструировавшего один из первых пароходов; Сэмюэля Морзе, разработавшего электромагнитный пишущий телеграф и первоначальный вариант кода, названного его именем; Эли Уитни, разработавшего фрезерный станок и коттон-джин; Сайруса Маккормика, разработавшего жатвенную машину; Томаса Эдисона, запатентовавшего множество своих изобретений; братьев Райт, сконструировавших первый самолёт. Изобретение в 1947 году учёными Джоном Бардиным, Уильямом Шокли и Уолтером Браттейном первого транзистора ознаменовало зарождение Информационной эры.

## Атомная эра
После того как немецким физикам в 1938 году удалось расщепить ядро урана, некоторые учёные предположили, что цепная реакция возможна и может быть осуществлена. В письме президенту США Франклину Рузвельту, написанном Лео Силардом и подписанном Альбертом Эйнштейном, было высказано предостережение о том, что подобный прорыв может привести к созданию «невероятно мощных бомб». Это письмо привело к изданию президентского указа о проведении исследований в области деления ядра урана. Эти исследования активно проводились в начале 1940-х годов при поддержке нарастающего количества иммигрировавших из охваченной войной Европы коллег. Среди иммигрантов были Ханс Бете, Альберт Эйнштейн, Энрико Ферми, Лео Силард, Эдвард Теллер, Феликс Блох, Эмилио Сегре, Юджин Вигнер и многие другие. Исследования получили продолжение в программе «Манхэттенский проект», результатом которой стало создание и успешное испытание первой в мире атомной бомбы на полигоне в штате Нью-Мексико 16 июля 1945 года.
Первая коммерческая АЭС в США была запущена в Иллинойсе в 1956 году. Поначалу у атомной энергетики были большие перспективы, однако у неё были и свои критики. Авария на АЭС Три-Майл-Айленд в 1979 году стала переломным моментом для атомной энергетики. Стоимость электроэнергии, производимой АЭС начала неуклонно возрастать, к тому же всё большую популярность начали приобретать альтернативная энергетика, в том числе солнечная. В 1970-80-е годы было отменено множество проектов по строительству АЭС. В настоящее время судьба атомной энергетики США остаётся неясной.

## Телекоммуникации
За последние 80 лет учёные США внесли неисчислимый вклад в исследование и развитие телекоммуникационных технологий. Например, в число разработок корпорации Bell Labs входят светодиод, транзистор, язык программирования C и операционные системы семейства UNIX.
Институт SRI International и корпорация Xerox PARC дали начало индустрии ПК.
Правительственные агентства DARPA и NASA положили начало компьютерным сетям ARPANET и интернет.

## Космическая эра

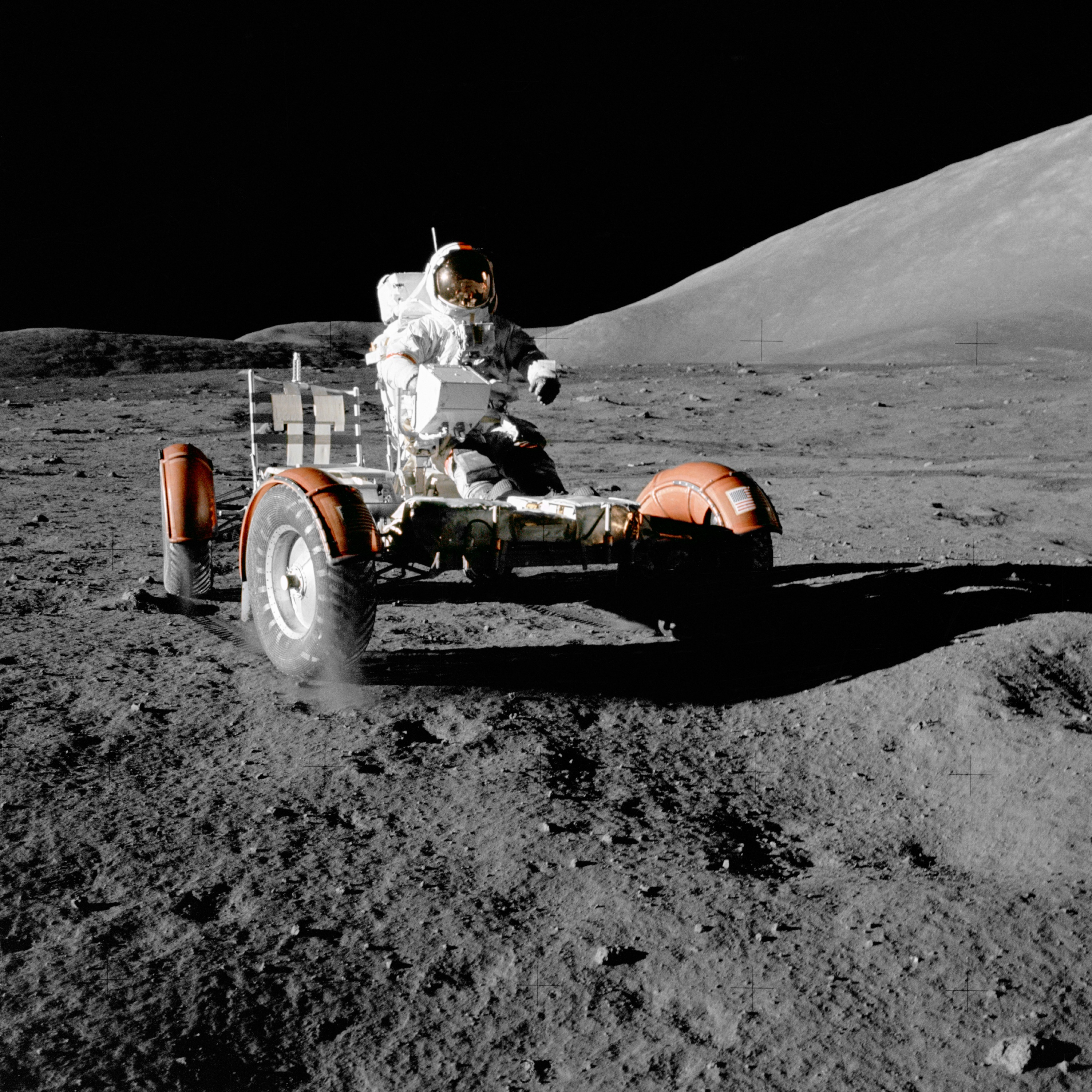
Аполлон 17 на Луне, 1972

Космическая эра зародилась почти одновременно с атомной. Одним из пионеров современной ракетной техники стал американец Роберт Годдард. В своей небольшой лаборатории в Вустере (Массачусетс) Годдард работал над смесью, состоящей из жидкого кислорода и газолина. В 1926 году ему успешно удалось запустить первую ракету с ЖРД, она взлетела на высоту 12,5 метров. Спустя 10 лет Годдарду удалось вывести ракету на высоту около двух километров, что вызвало интерес к ракетостроению у США, Великобритании, Германии и Советского Союза.
В течение Второй мировой войны США и Советским Союзом велась «охота» за специалистами в ракетостроении. Так, американцами была проведена операция «Скрепка» по вербовке немецких специалистов, в рамках которой был в том числе переведён в США Вернер фон Браун.
В 1958 году США запустили свой первый искусственный спутник Explorer-I, а в 1961 году вывели в космос первого американца, Алана Шепарда.
В том же 1961 году стартовала программа Аполлон, целью которого являлась высадка людей на Луну к концу 1960-х годов. Цель была выполнена в миссии Аполлон-11.
С начала 1980-х действовала программа по использованию многоразовых космических кораблей Спейс шаттл.
В 1972 году был выведен на орбиту первый, а в 1994 году — последний из 24-х спутник GPS.
Отправлены на Марс четыре марсохода и множество межпланетных АМС.

## Медицина и здравоохранение
Так же как в физике и химии, после Второй мировой войны учёные США стали занимать лидирующие позиции по количеству Нобелевских премий по физиологии или медицине. Ключевую роль в биомедицинских исследованиях играет частный сектор экономики. Так, на 2000 год процент вклада коммерческих организаций в медицинскую отрасль составлял 57 %, тогда как для некоммерческих организаций этот показатель составлял 7 %, вклад от налоговых поступлений, соответственно, 36 %. Крупнейшее медицинское учреждение NIH департамента здравоохранения состоит из 27 институтов и исследовательских центров.